# Ministerium für Präsidiales und Finanzen
Das Ministerium für Präsidiales und Finanzen ist eines der fünf Ministerien der Liechtensteinischen Landesverwaltung (LLV). Die Aufgaben des Ministeriums sind breit gefächert und umfassen u. a. Regierungs- und Verwaltungsorganisation, Personalangelegenheiten und staatliche Informationstätigkeit.
Die Kernaufgaben im Bereich Finanzen sind die Finanzplatz- und Finanzmarktpolitik. Nachdem die Finanzplatzkrise den Ruf Liechtensteins als Finanzplatz erschütterte, wurde 2000 die Stabsstelle Financial Intelligence Unit eingerichtet und 2005 die Bankenaufsicht in eine neue, unabhängige Finanzmarktaufsicht (FMA) integriert. Ein weiterer Teil der Aufgaben des Ministeriums werden in anderen Ländern vom Finanzministerium wahrgenommen.
Das Ministerium für Präsidiales und Finanzen ist von Amtes wegen dem Regierungschef zugeordnet. Vorsteherin ist seit dem 10. April 2025 Regierungschefin Brigitte Haas.

## Organigramm
| | | | | Ministerium für Präsidiales und Finanzen                                                                  | |  |  | | | | | | |
| | | | | | |  |  | | | | | | |
| | | | | | |  |  | | | | | | |
| Ämter Amt für Informatik Amt für Personal und Organisation Amt für Statistik Landeskasse Steuerverwaltung | Ämter Amt für Informatik Amt für Personal und Organisation Amt für Statistik Landeskasse Steuerverwaltung | Ämter Amt für Informatik Amt für Personal und Organisation Amt für Statistik Landeskasse Steuerverwaltung | Ämter Amt für Informatik Amt für Personal und Organisation Amt für Statistik Landeskasse Steuerverwaltung | Ämter Amt für Informatik Amt für Personal und Organisation Amt für Statistik Landeskasse Steuerverwaltung | Ämter Amt für Informatik Amt für Personal und Organisation Amt für Statistik Landeskasse Steuerverwaltung |  |  | Stabsstellen Rechtsdienst der Regierung Stabsstelle EWR Stabsstelle Financial Intelligence Unit Stabsstelle Finanzen Stabsstelle für Finanzplatzinnovation und Digitalisierung Stabsstelle Cyber-Sicherheit | Stabsstellen Rechtsdienst der Regierung Stabsstelle EWR Stabsstelle Financial Intelligence Unit Stabsstelle Finanzen Stabsstelle für Finanzplatzinnovation und Digitalisierung Stabsstelle Cyber-Sicherheit | Stabsstellen Rechtsdienst der Regierung Stabsstelle EWR Stabsstelle Financial Intelligence Unit Stabsstelle Finanzen Stabsstelle für Finanzplatzinnovation und Digitalisierung Stabsstelle Cyber-Sicherheit | Stabsstellen Rechtsdienst der Regierung Stabsstelle EWR Stabsstelle Financial Intelligence Unit Stabsstelle Finanzen Stabsstelle für Finanzplatzinnovation und Digitalisierung Stabsstelle Cyber-Sicherheit | Stabsstellen Rechtsdienst der Regierung Stabsstelle EWR Stabsstelle Financial Intelligence Unit Stabsstelle Finanzen Stabsstelle für Finanzplatzinnovation und Digitalisierung Stabsstelle Cyber-Sicherheit | Stabsstellen Rechtsdienst der Regierung Stabsstelle EWR Stabsstelle Financial Intelligence Unit Stabsstelle Finanzen Stabsstelle für Finanzplatzinnovation und Digitalisierung Stabsstelle Cyber-Sicherheit |

## Ämter
- Das Amt für Informatik (AI) unterstützt als Informatik-Dienstleister die Angestellten der Liechtensteinischen Landesverwaltung und die Lehrpersonen der liechtensteinischen Schulen.[3]
- Das Amt für Personal und Organisation (APO) unterstützt die Regierung, die Verwaltung, die Gerichte und den Landtag in der Personalbeschaffung und -betreuung.[4]
- Das Amt für Statistik (AS) stellt der Öffentlichkeit sowie den Landes- und Gemeindebehörden statistische Informationen über Gesellschaft, Wirtschaft und Umwelt bereit.[5] Die wichtigsten Publikationen sind das Statistische Jahrbuch sowie «Liechtenstein in Zahlen».[6]
- Die Landeskasse (LK) führt die Finanzbuchhaltung der Landesverwaltung und erstellt die Landesrechnung sowie die Jahresrechnungen verschiedener öffentlicher Unternehmen.[7]
- Die Steuerverwaltung erhebt die Erwerbs- und Vermögensteuer, die Ertragssteuer, die Mehrwertsteuer und weitere Steuern und ist für den Informationsaustausch mit ausländischen Steuerbehörden zuständig.[8] Das liechtensteinische Steuersystem erlaubt es, die Steuerbelastung der Bevölkerung und der Unternehmen tief zu halten.[9]

## Stabsstellen
- Der Rechtsdienst der Regierung (RDR) leistet der Regierung Rechtsberatung, erteilt Amtsstellen Rechtsauskünfte, ist für die Rechtsförmlichkeit verantwortlich und bereitet Publikation von Rechtsvorschriften vor.[10]
- Die Stabsstelle EWR  berät die Regierung in EWR-rechtlichen Belangen, ist Anlaufstelle der Amtsstellen und ist für die Koordination der Umsetzung von neuem EWR-Recht in liechtensteinisches Recht zuständig.[11] Der Europäische Wirtschaftsraum (EWR) ist für Liechtensteins Exportindustrie von grosser Bedeutung.[12]
- Die Stabsstelle Financial Intelligence Unit (SFIU) beschafft und analysiert Informationen, die zur Erkennung von Geldwäscherei, organisierter Kriminalität und Terrorismusfinanzierung notwendig sind. Wenn sich ein Verdacht der Stabsstelle erhärtet, informiert sie die Staatsanwaltschaft.[13]
- Die Stabsstelle Finanzen (SF) berät die Regierung und die Amtsstellen in betriebswirtschaftlichen, finanzpolitischen und finanzrechtlichen Fragen.[14]
- Die Stabsstelle für Finanzplatzinnovation und Digitalisierung (SFID) unterstützt Finanzmarktunternehmen, die sich in Liechtenstein ansiedeln wollen und setzt sich für die Weiterentwicklung der staatlichen Rahmenbedingungen ein.[15] Der Finanzdienstleistungssektor ist für die liechtensteinische Wirtschaft sehr wichtig, generiert er doch 30 % der Wertschöpfung.[16]
- Die Stabsstelle Cyber-Sicherheit (SCS) berät die Regierung im Umgang mit Cyber-Risiken.[17]